# 睫毛茶藨子
睫毛茶藨子（学名：Ribes davidii var. ciliatum）为虎耳草科茶藨子属下的一个变种。

## 扩展阅读
- 維基物種上的相關：睫毛茶藨子